# Базилика Святого Петра в веригах
Базилика Святого Петра в узах (оковах, в православии: в веригах) на холме Оппио и Сан-Пьетро-ин-Винколи (итал.  Basilica di San Pietro in Vincoli al Colle Oppio) — титулярная церковь, расположенная в центре Рима, севернее Колизея в районе Монти (Пьяцца ди Сан-Пьетро-ин-Винколи) на Оппийском холме. Одна из семи больших (паломнических) базилик Рима. Её также называют Евдосской базиликой (basilica Eudossiana) по имени императрицы Лицинии Евдоксии, которая передала вериги (цепи) (vincoli) св. Петра, которыми, по преданию, был скован апостол перед казнью, папе Льву I для хранения в церкви. Базилика Сан-Пьетро-ин-Винколи является постоянной резиденцией каноников Латеранской Конгрегации Святого Спасителя (una rettoria affidata dai Canonici regolari della Congregazione del Santissimo Salvatore Lateranense), предполагающих титул кардинала.

## История церкви
Первая церковь на месте бывших Терм императора Тита на Эсквилине была построена при папе Сиксте III (432—440) и обозначена в документах как «Titulus apostolorum».
Базилика была построена в 442 году в Термах Тита в Эсквилине Лицинией Евдосией, дочерью Феодосия II и женой Валентиниана III на месте предыдущего христианского культа, обозначенного как titulus apostolorum.
В 1956—1960 годах под руководством Антонио Марио Колини были проведены археологические исследования на уровне фундамента современной базилики. Они выявили остатки сложного городского комплекса, датируемого III в. до н. э. — III в. н. э., который находился на западной вершине холма, и известного как «Временный дом Нерона» (Neronian Domus Transitoria). Он состоял из внутреннего двора, портика с бассейном, большого прямоугольного зала с остатками мозаик, криптопортика и садов, вероятно принадлежавших Domus Transitoria или Domus Aurea (Золотому дому императора Нерона). В более глубоких слоях обнаружены остатки среднереспубликанских жилищ IV—III в. до н. э..
Позднее этот комплекс был снесен, и во второй половине IV в. н. э. на этой территории была построена просторная церковь типа базилики с большим апсидальным залом размером 34х10 метров, посвященная апостолам (Ecclesia Apostolorum) и принадлежавшая пресвитеру Филиппу, папскому легату, назначенному римским епископом (папой) Селестином I на Эфесском соборе 431 года. Церковь была разрушена по неизвестным причинам, но Филипп с вмешательством Лицинии Евдоксии восстановил ее между 422 и 470 годами, сохранив старые размеры (28 метров в ширину и 60 метров в длину).
Освящение базилики произошло в 439 году во время понтификата Папы Сикста III. Евдосскую базилику V века несколько раз реставрировали при папе Адриане I в 780 году, а также при Сиксте IV в 1471 году и Юлии II в 1503 году. Последние — дядя и племянник — принадлежали семье дела Ровере (род). Герб семьи делла Ровере (геральдический дуб с переплетёнными ветвями) помещён на капителях колонн входного портика. Последующие перестройки происходили в XVIII и XIX веках.
Легенда об оковах святого апостола Петра
Согласно преданию, вериги, которыми, по преданию, был скован апостол перед казнью, хранились в Иерусалиме, пока патриарх Ювеналий не подарил их в 439 году императрице Евдокии, которая перевезла их в Константинополь. Одна из цепей была отправлена ею в Рим в качестве дара своей дочери Евдоксии (по другой версии, в дар папе Льву I). Цепь, присланная из Константинополя, была помещена как ценнейшая реликвия в Апостольскую церковь на Оппийском холме.
Легенда также гласит, что, когда Лициния Евдоксия показала цепи Петра Папе Льву I и он приблизил их к тем, что принадлежали Петру в Мамертинской тюрьме. Две цепи чудесным образом соединились. В память об этом чуде и была построена в 442 году новая базилика. Праздник «Чуда слияния цепей» отмечают ежегодно 1 августа.

## Архитектура и интерьер
Современная архитектура церкви, несмотря на многие переделки, в целом восходит к реставрациям папы Юлия II: фасад с пятью арками входного портика, опирающимися на шесть восьмиугольных пилонов с оригинальными капителями (закончен в 1475 году, архитектор Баччо Понтелли и прилегающий монастырь, постройку которого, согласно сведениям Дж. Вазари, осуществил Джулиано да Сангалло.
Часть зданий монастыря использовалась после объединения Италии в качестве учебных классов факультета гражданского и промышленного строительства университета Сапиенца. «Святой колодец» работы Антонио да Сангалло Младшего в центре кьостро (внутреннего двора) монастыря стал символом инженерного факультета. Также во дворе находится фонтан 1642 года, подаренный кардиналом Антонио Барберини.
Центральный неф отделен от двух боковых двадцатью дорическими колоннами из греческого мрамора, они взяты из соседнего Портика Ливии. Кессонный потолок в центре украшен фреской Джованни Баттиста Пароди «Чудо цепей» (Il Miracolo delle Catene,1706). В этой сцене «Папа Александр исцеляет зоб на шее святой Бальбины, прикоснувшись к ней цепями, которые когда-то связывали святого Петра». Сюжет рассказывает об исцелении папой Александром I от базедовой болезни святой Бальбины Римской (ок. 110 г.).
В апсиде находится пресбитерий с монументальным киворием, возведённым между 1876 и 1877 годами по проекту Вирджинио Веспиньяни. Главный алтарь сохранился от старой постройки 1465 года, создан по заказу кардинала Кузано. В передней стенке (антепендиуме) алтаря (престола) имеется большое отверстие, забранное золотистым стеклом, за которым находится реликварий из позолоченной бронзы, работы ювелира Кристофоро ди Джованни Маттео Фоппа, более известного как Карадоссо (1477). Внутри реликвария — цепи святого Петра. По сторонам алтаря — статуи апостола Петра и ангела, освободившего Петра из темницы.
В крипте установлен саркофаг с мощами Семи братьев Маккавеев, замученных в Иудее во II веке до н. э. Саркофаг, вероятно, привезенный из Антиохии в Рим папой Пелагием II. Он был найден в 1876 году при реконструкции пресвитерия, разделен на семь отсеков с человеческими останками и печатями, которые указывают на его подлинность.
Гробница Юлия II и статуя Моисея
Главной достопримечательностью церкви с художественной точки зрения является один мировых шедевров искусства скульптуры Моисей Микеланджело Буонарроти. Известно, что великий скульптор в течение многих лет (1505—1545) работал над монументальным надгробием папы Юлия, частью которого должна была стать эта скульптура. Грандиозный мраморный саркофаг должен был находиться в главном нефе собора Святого Петра. Работа так и не была завершена по разным причинам. Одна из них — сомнительная дерзость замысла, уравнивающая первоапостола и одного из понтификов. Папа также быстро охладел к этому проекту и отвлекал Микеланджело на другие работы в Ватикане. Микеланджело и сам чувствовал ложность замысла, но был увлечён созданием отдельных скульптур. Всего известно шесть реконструкций проектов неосуществлённой гробницы.
После смерти Юлия II в 1513 году и избрания Льва X размеры гробницы было приказано уменьшить и подыскать ей другое, более приемлемое место. С 1513 по 1516 гг. Микеланджело создавал фигуры двух рабов для гробницы Юлия II — Восставший раб и Умирающий раб, и скульптурой Моисея. Рабы не вошли в окончательный вариант гробницы, и скульптор подарил их Роберто Строцци, а тот преподнес их французскому королю Франциску I.
Четыре незаконченные статуи находятся в Galleria dell’Accademia во Флоренции, две в Лувре в Париже. Микеланджело успел завершить только три статуи — Моисея, Рахили и Лии, представляющих жизнь деятельную и жизнь созерцательную. То, что удалось собрать по частям, ученики мастера скомпоновали в макет, согласно одному из рисунков Микеланджело — простой фасад с шестью нишами для статуй. Композицию смонтировали в правом приделе церкви Сан-Пьетро-ин-Винколи, где папа служил при жизни, а не в соборе Святого Петра, как планировалось ранее. Ученик Микеланджело Асканио Кондиви утверждал, что гробница была «трагедией» всей жизни Микеланджело, поскольку ему так и не удалось завершить её такой, какой она ему виделась вначале. По мнению В. Н. Лазарева: "То, что мы видим в римской церкви Сан Пьетро ин Винколи, бесконечно далеко от первоначального замысла (…) архитектурная же композиция гробницы выглядит холодной и пустой.
В 2018 году закончилась длительная реставрация произведения Микеланджело. Обновлённая статуя Моисея теперь предстаёт в постоянно меняющемся освещении. Согласно замыслу итальянских реставраторов под руководством Марио Нанни, скульптура раскрывает неожиданные аспекты пластики под лучами светодиодных ламп и с помощью программного обеспечения, имитируя различные фазы света и цвета рассвета, дня, заката и сумерек, которые окрашивают статую в разные тона.

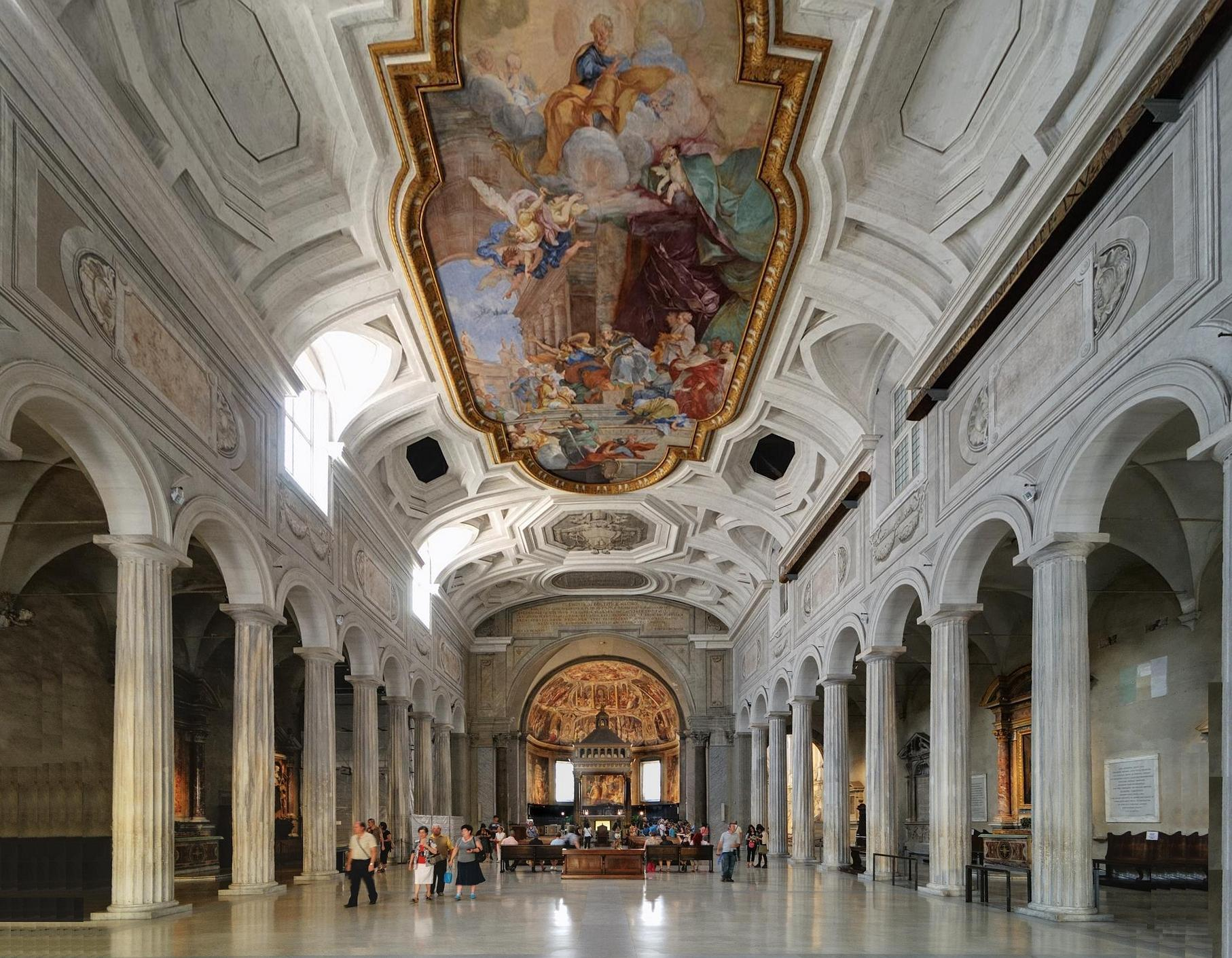
Главный неф церкви
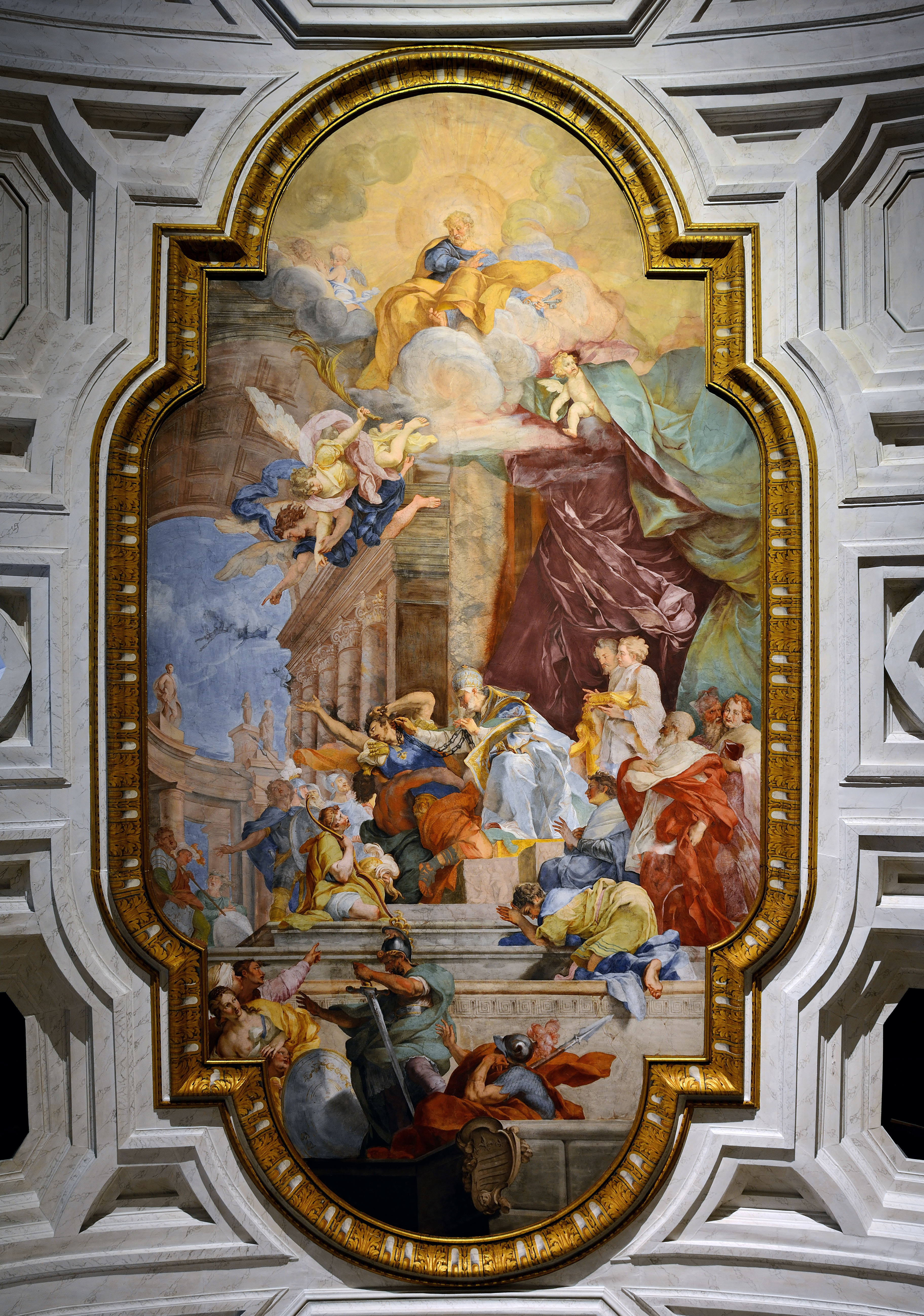
Дж. Б. Пароди. Чудо цепей. Фреска плафона. 1706
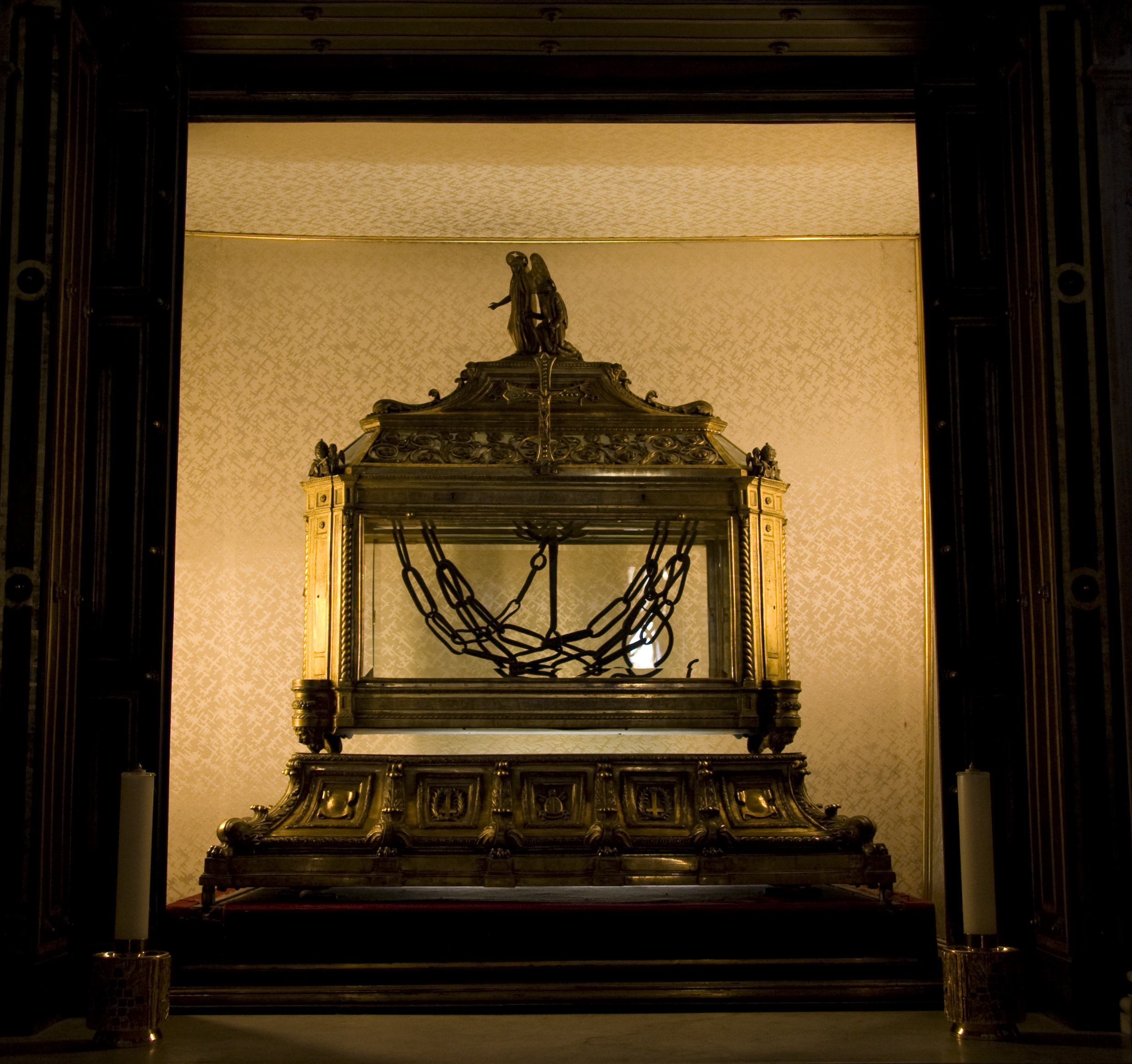
Реликварий с оковами святого апостола Петра
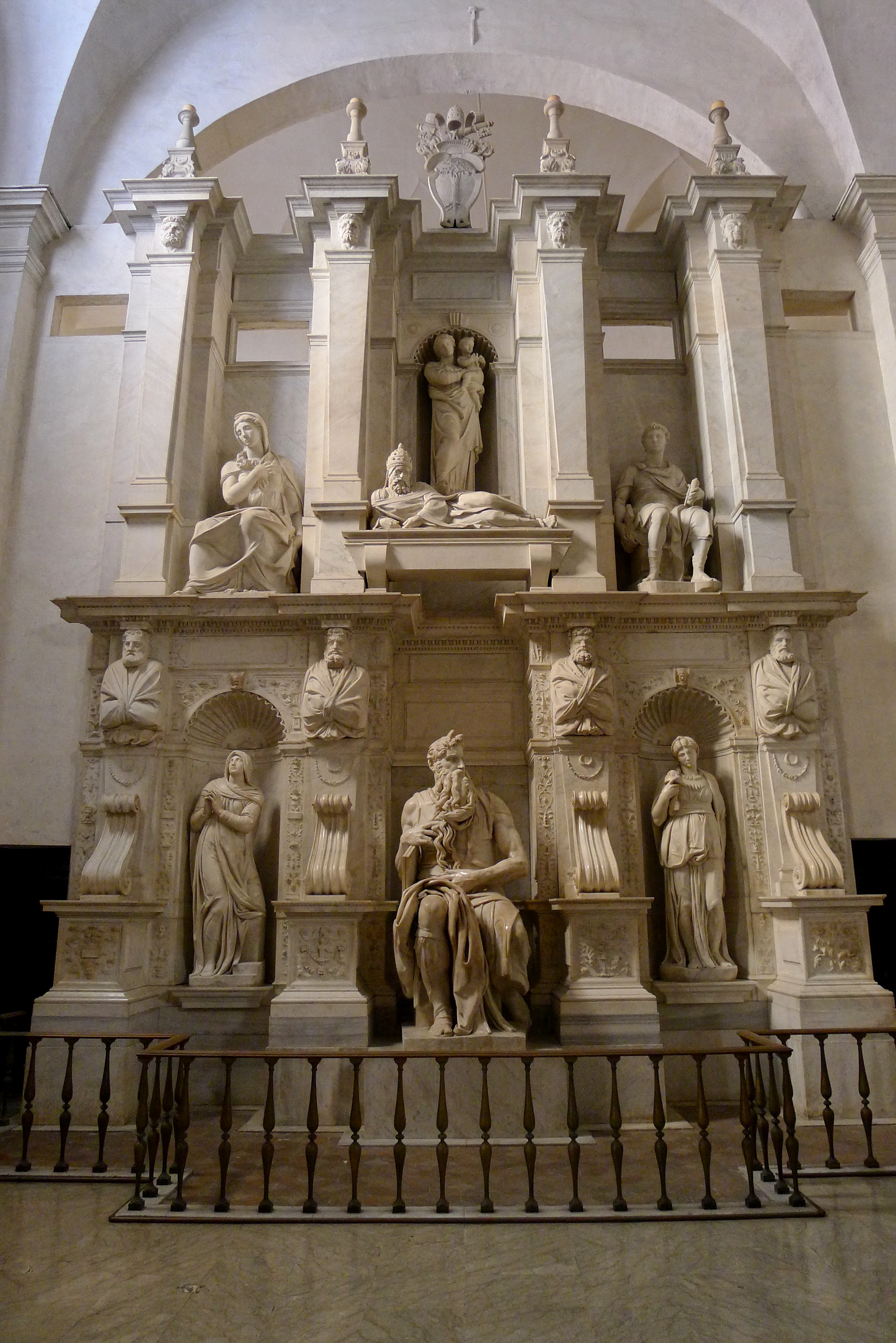
Макет фасада гробницы Юлия II
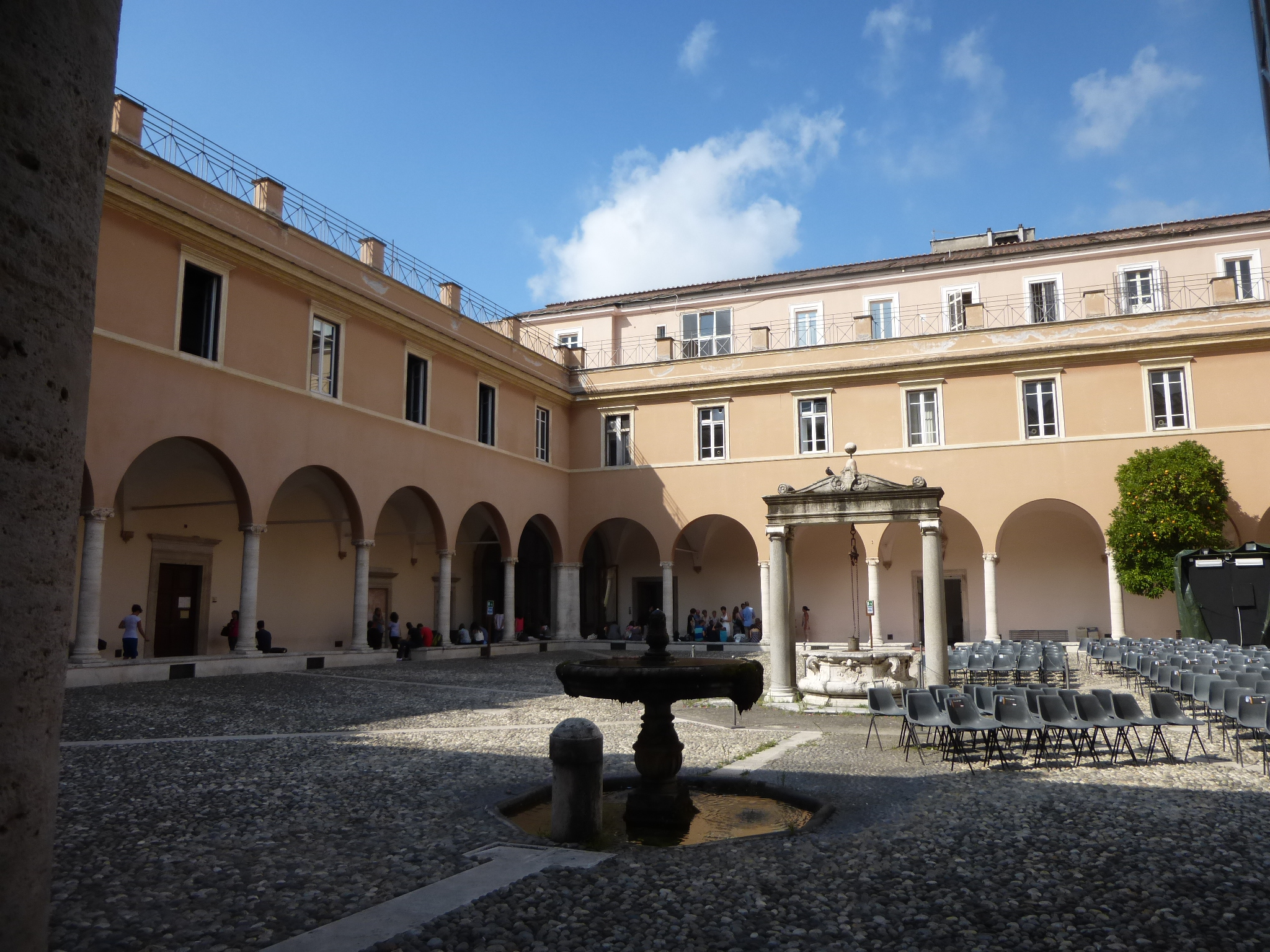
Кьостро

## Титулярная церковь
Церковь Сан-Пьетро-ин-Винколи является титулярной церковью, кардиналом-священником с титулом церкви Сан-Пьетро-ин-Винколи с 20 ноября 2010 года является американский кардинал Дональд Уильям Вюрл.